# Partecipanti al Tour of Qinghai Lake 2024
Elenco dei partecipanti al Tour of Qinghai Lake 2024.
Il Tour of Qinghai Lake 2024 è stato la ventitreesima edizione della corsa. Alla competizione presero parte 22 squadre: 2 con licenza UCI World Tour 2024, 5 UCI ProTeam e 15 UCI Continental Team.
Partenza con 152 ciclisti accreditati.

## Corridori per squadra
Nota: R ritirato, NP non partito, FT fuori tempo, SQ squalificato
| Astana Qazaqstan Team         | Astana Qazaqstan Team         | Astana Qazaqstan Team         | Alpecin-Deceuninck                     | Alpecin-Deceuninck                     | Alpecin-Deceuninck                     | Bingoal WB                         | Bingoal WB                         | Bingoal WB                         |
| ----------------------------- | ----------------------------- | ----------------------------- | -------------------------------------- | -------------------------------------- | -------------------------------------- | ---------------------------------- | ---------------------------------- | ---------------------------------- |
| Nº                            | Ciclista                      | Clas.                         | Nº                                     | Ciclista                               | Clas.                                  | Nº                                 | Ciclista                           | Clas.                              |
| 1                             | Henok Mulubrhan               | 4º                            | 11                                     | Maurice Ballerstedt                    | 86º                                    | 21                                 | Louis Blouwe                       | R 4ª                               |
| 2                             | Gleb Syrica                   | R 1ª                          | 12                                     | Senne Leysen                           | 15º                                    | 22                                 | Alexander Salby                    | 82º                                |
| 3                             | Igor' Čžan                    | 50º                           | 13                                     | Jason Osborne                          | 28º                                    | 23                                 | Davide Persico                     | 69º                                |
| 4                             | Ide Schelling                 | 46º                           | 14                                     | Jensen Plowright                       | 60º                                    | 24                                 | Lennert Teugels                    | 41º                                |
| 5                             | Anton Kuzmin                  | 42º                           | 15                                     | Ramon Sinkeldam                        | 93º                                    | 25                                 | Marco Tizza                        | 79º                                |
| 6                             | Santiago Umba                 | 7º                            | 16                                     | Henri Uhlig                            | NP1ª                                   | 26                                 | Jelle Vermoote                     | 49º                                |
| 7                             | Vadim Pronskij                | 19º                           | 17                                     | Witse Meeussen                         | 37º                                    | 27                                 | Kenneth Van Rooy                   | 24º                                |
| Burgos-BH                     | Burgos-BH                     | Burgos-BH                     | Caja Rural-Seguros RGA                 | Caja Rural-Seguros RGA                 | Caja Rural-Seguros RGA                 | Corratec Vini Fantini              | Corratec Vini Fantini              | Corratec Vini Fantini              |
| Nº                            | Ciclista                      | Clas.                         | Nº                                     | Ciclista                               | Clas.                                  | Nº                                 | Ciclista                           | Clas.                              |
| 31                            | Jambaljamts Sainbayar         | 65º                           | 41                                     | Julen Arriola-Bengoa                   | 26º                                    | 51                                 | Alexandre Balmer                   | 16º                                |
| 32                            | Eric Fagúndez                 | 9º                            | 42                                     | Jefferson Cepeda                       | 1º                                     | 52                                 | Davide Baldaccini                  | 12º                                |
| 33                            | Clément Alleno                | 35º                           | 43                                     | Samuel Fernández                       | R 8ª                                   | 53                                 | Matteo Amella                      | 95º                                |
| 34                            | Ander Okamika                 | 10º                           | 44                                     | Thomas Silva                           | 2º                                     | 54                                 | Valentin Darbellay                 | 31º                                |
| 35                            | Geórgios Boúglas              | 85º                           | 45                                     | Jaume Guardeño                         | 8º                                     | 55                                 | Marco Murgano                      | 83º                                |
| 36                            | Mario Aparicio                | 5º                            | 46                                     | Jokin Murguialday                      | 6º                                     | 56                                 | Lorenzo Quartucci                  | 51º                                |
| 37                            | Rodrigo Álvarez               | 34º                           | 47                                     | Gorka Sorarrain                        | 63º                                    | 57                                 | Attilio Viviani                    | 73º                                |
| VF Group-Bardiani CSF-Faizanè | VF Group-Bardiani CSF-Faizanè | VF Group-Bardiani CSF-Faizanè | Ferei Quick-Panda Podium Mongolia Team | Ferei Quick-Panda Podium Mongolia Team | Ferei Quick-Panda Podium Mongolia Team | Maloja Pushbikers                  | Maloja Pushbikers                  | Maloja Pushbikers                  |
| Nº                            | Ciclista                      | Clas.                         | Nº                                     | Ciclista                               | Clas.                                  | Nº                                 | Ciclista                           | Clas.                              |
| 61                            | Luca Colnaghi                 | 48º                           | 71                                     | Davaajargal Altangerel                 | 112º                                   | 81                                 | Philipp Weber                      | R 7ª                               |
| 62                            | Riccardo Lucca                | 20º                           | 72                                     | Martin Laas                            | 90º                                    | 82                                 | Martin Meiler                      | 120º                               |
| 63                            | Filippo Magli                 | 30º                           | 73                                     | Oskar Nisu                             | 99º                                    | 83                                 | Matias Malmberg                    | 66º                                |
| 65                            | Davide Gabburo                | 32º                           | 74                                     | Lo Chun Kit                            | R 4ª                                   | 84                                 | Roy Eefting                        | FT2ª                               |
| 66                            | Manuele Tarozzi               | 3º                            | 75                                     | Bilguunjargal Erdenebat                | 88º                                    | 85                                 | Filippo Fortin                     | NP6ª                               |
| 67                            | Enrico Zanoncello             | 23º                           | 76                                     | Gleb Karpenko                          | R 3ª                                   | 86                                 | Felix Meo                          | 94º                                |
|                               |                               |                               | 77                                     | Temuulen Khadbaatar                    | 101º                                   | 87                                 | Patrick Reißig                     | 44º                                |
| Mazowsze Serce Polski         | Mazowsze Serce Polski         | Mazowsze Serce Polski         | Parkhotel Valkenburg                   | Parkhotel Valkenburg                   | Parkhotel Valkenburg                   | Roojai Insurance                   | Roojai Insurance                   | Roojai Insurance                   |
| Nº                            | Ciclista                      | Clas.                         | Nº                                     | Ciclista                               | Clas.                                  | Nº                                 | Ciclista                           | Clas.                              |
| 91                            | Marcin Budziński              | 33º                           | 101                                    | Mathis Avondts                         | 102º                                   | 111                                | Tegshbayar Batsaikhan              | 22º                                |
| 92                            | Paweł Bernas                  | 98º                           | 102                                    | Jesper Rasch                           | 97º                                    | 112                                | Adne van Engelen                   | 56º                                |
| 93                            | Norbert Banaszek              | 80º                           | 103                                    | Martijn Rasenberg                      | 62º                                    | 113                                | Lucas Carstensen                   | 103º                               |
| 94                            | Tomasz Budziński              | 52º                           | 104                                    | Jelte Krijnsen                         | 77º                                    | 114                                | Valentin Midey                     | R 2ª                               |
| 95                            | Jakub Kaczmarek               | 76º                           | 105                                    | Nils Sinschek                          | 59º                                    | 115                                | Kongphob Thimachai                 | 108º                               |
| 96                            | Tobiasz Pawlak                | R 8ª                          | 106                                    | Meindert Weulink                       | 75º                                    | 116                                | Kane Richards                      | 81º                                |
| 97                            | Konrad Czabok                 | 96º                           | 107                                    | Niek Voogt                             | 27º                                    | 117                                | Polychrónis Tzortzákis             | 110º                               |
| Spor Toto Cycling Team        | Spor Toto Cycling Team        | Spor Toto Cycling Team        | St George Continental Cycling Team     | St George Continental Cycling Team     | St George Continental Cycling Team     | Tarteletto-Isorex                  | Tarteletto-Isorex                  | Tarteletto-Isorex                  |
| Nº                            | Ciclista                      | Clas.                         | Nº                                     | Ciclista                               | Clas.                                  | Nº                                 | Ciclista                           | Clas.                              |
| 121                           | Ahmet Örken                   | NP8ª                          | 131                                    | William Cooper                         | 121º                                   | 141                                | Timothy Dupont                     | 91º                                |
| 122                           | Serdar Anıl Depe              | R 6ª                          | 132                                    | Alexander Evans                        | 67º                                    | 142                                | Ewout de Keyser                    | 43º                                |
| 123                           | Mustafa Tekin                 | 109º                          | 133                                    | Lachlan Harrigan                       | NP5ª                                   | 143                                | Gianni Marchand                    | 21º                                |
| 124                           | Kaan Soylu Özkalbim           | FT6ª                          | 134                                    | Nick Kergozou                          | R 3ª                                   | 144                                | Torsten Demeyere                   | 84º                                |
| 125                           | Feritcan Şamlı                | 106º                          | 135                                    | Connor Reardon                         | FT4ª                                   | 145                                | Alex Vandenbulcke                  | 47º                                |
| 126                           | Doğukan Arıkan                | 119º                          | 136                                    | Aidan Teese                            | 78º                                    | 146                                | Bo Godart                          | R 6ª                               |
| 127                           | Tahir Buğra Yiğit             | 115º                          | 137                                    | Ronan Teese                            | 45º                                    | 147                                | Arne Santy                         | 105º                               |
| Medellín-EPM                  | Medellín-EPM                  | Medellín-EPM                  | Bodywrap Men's Cycling Team            | Bodywrap Men's Cycling Team            | Bodywrap Men's Cycling Team            | China Glory-Mentech Continental CT | China Glory-Mentech Continental CT | China Glory-Mentech Continental CT |
| Nº                            | Ciclista                      | Clas.                         | Nº                                     | Ciclista                               | Clas.                                  | Nº                                 | Ciclista                           | Clas.                              |
| 151                           | Aldemar Reyes                 | 17º                           | 161                                    | Li Boan                                | 68º                                    | 171                                | Binyan Ma                          | R 8ª                               |
| 152                           | Róbigzon Oyola                | 58º                           | 162                                    | Liu Chenrui                            | R 2ª                                   | 172                                | Sun Changsheng                     | R 6ª                               |
| 153                           | Javier Jamaica                | 38º                           | 163                                    | Fàn Yihua                              | 113º                                   | 173                                | Teng Geng                          | FT6ª                               |
| 154                           | Julián Cardona                | R 8ª                          | 164                                    | Wang Kuicheng                          | 117º                                   | 174                                | Shen Yutao                         | 89º                                |
| 155                           | Wilmar Paredes                | 18º                           | 165                                    | Yang Yang                              |                                        | 175                                | Lucas De Rossi                     | 14º                                |
| 156                           | Walter Vargas                 | 45º                           | 166                                    | Pang Shuyang                           | R 6ª                                   | 176                                | Willie Smit                        | 29º                                |
| 157                           | Víctor Ocampo                 | 39º                           | 167                                    | Niu Gaoshang                           | R 6ª                                   | 177                                | Reinardt Janse van Rensburg        | 57º                                |